# Melanorivulus pictus
Melanorivulus pictus, es un pez actinopeterigio de agua dulce, de la familia de los rivulines.
La longitud máxima descrita es de 5 cm.

## Distribución y hábitat
Se distribuye por América del Sur, siendo endémico en la cabecera de la cuenca del río Paraná, en Brasil. No es un pez estacional, siendo de comportamiento bentopelágico y no migratorio, siendo muy difícil de mantener en acuario, donde prefiere temperaturas en tre 22 y 26 °C.